# Olivetti ETS 1010
Olivetti ETS 1010 (ETS 1010) је професионални рачунар фирме Оливети (Olivetti) који је почео да се производи у Италији током 1980—их година.
Користио је Intel 8088 микропроцесорску јединицу а RAM меморија рачунара је имала капацитет од 128 KB. 
Као оперативни систем кориштен је Olivetti клон CPM/86 система.

## Детаљни подаци
Детаљнији подаци о рачунару ETS 1010 су дати у табели испод.
|                       |                                  |
| 1010                  |                                  |
| Произвођач            | Оливети                          |
| Тип                   | професионални рачунар            |
| Меморија              | 128 KB                           |
| Поријекло             | Италија                          |
| Година                |                                  |
| Тастатура             |                                  |
| Процесор              | 8088                             |
| Фреквенција процесора |                                  |
| RAM                   | 128 KB                           |
| ROM                   | непознато                        |
| Текст                 |                                  |
| Графика               |                                  |
| Боја                  | зеленкасти монохроматски монитор |
| Звук                  | непознато                        |
| Димензије             | 15 x 13 x 7 инча                 |
| Портови               |                                  |
| Оперативни систем     |                                  |